# Hring svéd király
Ring Eriksson más írásmóddal Hring (? – 940 k.) svéd király 933-tól haláláig.
Valószínűleg IV. Erik fiaként született, és fivére III. Björn halála után uralkodott. Brémai Ádám szerint ő volt Svédország királya, mikor Unni érsek Birkába érkezett.

## Fordítás
- Ez a szócikk részben vagy egészben  a   Ring, rei da Suécia című portugál Wikipédia-szócikk fordításán alapul.  Az eredeti cikk szerkesztőit annak laptörténete sorolja fel. Ez a jelzés csupán a megfogalmazás eredetét és a szerzői jogokat jelzi, nem szolgál a cikkben szereplő információk forrásmegjelöléseként.

| Előző uralkodó: III. Björn | Svédország uralkodója 933 – 940 | Következő uralkodó: I. Emund |